# Дженін Генсон
Дженін Генсон  (англ. Janine Hanson, 14 грудня 1982) — канадська веслувальниця, олімпійська медалістка.

## Виступи на Олімпіадах
| Олімпіада   | Дисципліна                     | Місце |
| ----------- | ------------------------------ | ----- |
| Пекін 2008  | четвірка парна                 | 8     |
| Лондон 2012 | вісімка розстібна зі стерновим | 2     |